# 柴田勝忠
柴田勝忠/毛受照清？（しばた かつただ、めんじゅ/めんじゅう てるきよ、生年不詳 - 慶長4年(1600年)） は、柴田勝家の次男で庶子。
母は不明。柴田勝家の家臣・毛受勝照が養育し自分の子にしたとも言われる。

## 生涯
天正11年(1583年)の賤ヶ岳の戦いで柴田勝家の一族と養父・毛受勝照が討たれると勝忠(照清)は、勝家の姉で吉田次兵衛の妻と共に北ノ庄城を脱出し、佐久間盛次の保護を受けた。
その後、名を毛受照清に変え大谷吉継に仕えるが1600年の関ヶ原の戦いで討死。子に照済、吉照がいたと伝わるがいずれも、元服前に死去したとも。
| サブスタブ | この項目は、まだ閲覧者の調べものの参照としては役立たない、書きかけの項目です。この項目を加筆・訂正などしてくださる協力者を求めています。このテンプレートは分野別のサブスタブテンプレートやスタブテンプレート（Wikipedia:分野別のスタブテンプレート参照）に変更することが望まれています。 |